# Boyón Domínguez
José Luis Domínguez, detto Boyón (Santo Domingo, 18 dicembre 1958), è un ex cestista e allenatore di pallacanestro dominicano.

## Carriera
Con la Rep. Dominicana ha disputato due edizioni dei Campionati americani (1984, 1989).